# Airbus A400M
L'Airbus A400M Atlas è un quadrimotore turboelica da trasporto militare tattico e strategico ad ala alta sviluppato dal consorzio europeo Airbus.
Dotato di caratteristiche prestazionali tali da qualificarlo come velivolo tattico con capacità strategica, originariamente il progetto era noto come Future Large Aircraft (FLA) e rappresenta il primo velivolo del genere sviluppato e realizzato completamente in Europa con capitali, tecnologia e committenza prevalentemente europei, anche se in questa direzione un primo velivolo, il Transall C-160, era già stato prodotto dal consorzio franco-tedesco Transport Allianz.

## Origine del progetto
Il progetto è cominciato col gruppo Future International Military Airlifter (FIMA), nel 1982 composto da Aérospatiale, British Aerospace, Lockheed e MBB per sviluppare un nuovo aereo per sostituire i Lockheed C-130 e i Transall C-160. Cambiamenti nei requisiti e complicazioni di politica internazionale rallentarono il processo di realizzazione. Nel 1989 Lockheed lasciò il gruppo perché decise di aggiornare l'Hercules, realizzando il C-130J Super Hercules. Con l'ingresso di Alenia e CASA, il gruppo FIMA diventa Euroflag (European future large aircraft group). Successivamente lo sviluppo del velivolo fu affidato all'Airbus Military.
La NATO fin dai primi anni ha dovuto risolvere numerosi problemi di ordine logistico che impedivano alle proprie componenti operative di dispiegarsi al meglio in operazioni o in esercitazione. Tra questi, il problema del trasporto dei reparti dalle loro basi alla zona di operazioni è stato quello che, più di ogni altro, ha limitato, o annullato, le potenzialità operative della NATO. Dopo l'11 settembre 2001 la NATO ha profondamente rivisto la propria dottrina di impiego (già in corso di ristrutturazione dopo la caduta del Muro di Berlino), privilegiando dottrine cosiddette "expeditionary", in cui le componenti operative possono essere dispiegate in luoghi lontani e in tempi ristretti.
Visto che i pianificatori strategici NATO dovevano fare i conti con scenari che avrebbero potuto svilupparsi lontano dal mare, l'aereo fu subito visto come l'unico mezzo che assicurasse tale caratteristica "expeditionary". L'attenzione fu focalizzata sui grandi aerei da trasporto strategico come l'ucraino Antonov An-124 e il russo Ilyushin Il-76 e gli americani Lockheed C-5 Galaxy e Boeing C-17 Globemaster III, che potevano trasportare grandi carichi a grandi distanze. Gli alti costi di acquisizione o di noleggio, e la volontà di realizzare in casa una soluzione al problema, spinsero Francia, Germania, Spagna, Italia, Lussemburgo, Regno Unito e Belgio, più la Turchia, a sviluppare un aereo nuovo, con caratteristiche tali da soddisfare i requisiti operativi fissati.
Il velivolo avrebbe dovuto posizionarsi, come prestazioni e caratteristiche, tra il Lockheed C-130J e il C-17 Globemaster III e come loro avrebbe dovuto avere range strategico (raggio di azione di almeno 3.500 chilometri), capacità di operare da piste corte e/o semipreparate e dispositivi di autoprotezione per l'impiego in zone in cui il livello di minaccia fosse alto.
Per quanto riguarda le capacità di carico, al termine di lunghe discussioni fu deciso di non realizzare una completa capacità outsize. Ciò ha sì consentito di limitare i costi di sviluppo, ma ha impedito all'A400M di trasportare carri da combattimento e materiale pesante del Genio (carri recupero, carri ponte, carri gru, ecc.).
Per l'apparato propulsivo, si scelse l'opzione turboelica a fronte del turboventola e di iniziare lo studio per la realizzazione del più potente motore turboelica in Occidente, secondo per potenza solo al sovietico Kuznetsov NK-12 da 15.000 shp a eliche controrotanti, quattro dei quali equipaggiano l'Antonov An-22 e il Tupolev Tu-95.
Il velivolo avrebbe dovuto essere prodotto in vari stabilimenti in Europa, e poi assemblato nello stabilimento di Siviglia (Spagna).
Il progetto prese avvio nel 2002.
L'Italia uscì dall'iniziativa nel corso del 2003, considerandola non conveniente economicamente ed essendo già stati acquistati ventidue Lockheed C-130 Hercules.
Il primo prototipo dei 5 previsti, compì il primo volo l'11 dicembre 2009 dall'aeroporto di Siviglia; l'8 aprile 2010 decollò anche il secondo.
Il 9 maggio 2015 un esemplare si è schiantato al suolo nei pressi dell'aeroporto di Siviglia mentre eseguiva dei test di volo, provocando la morte di 4 membri dell'equipaggio.

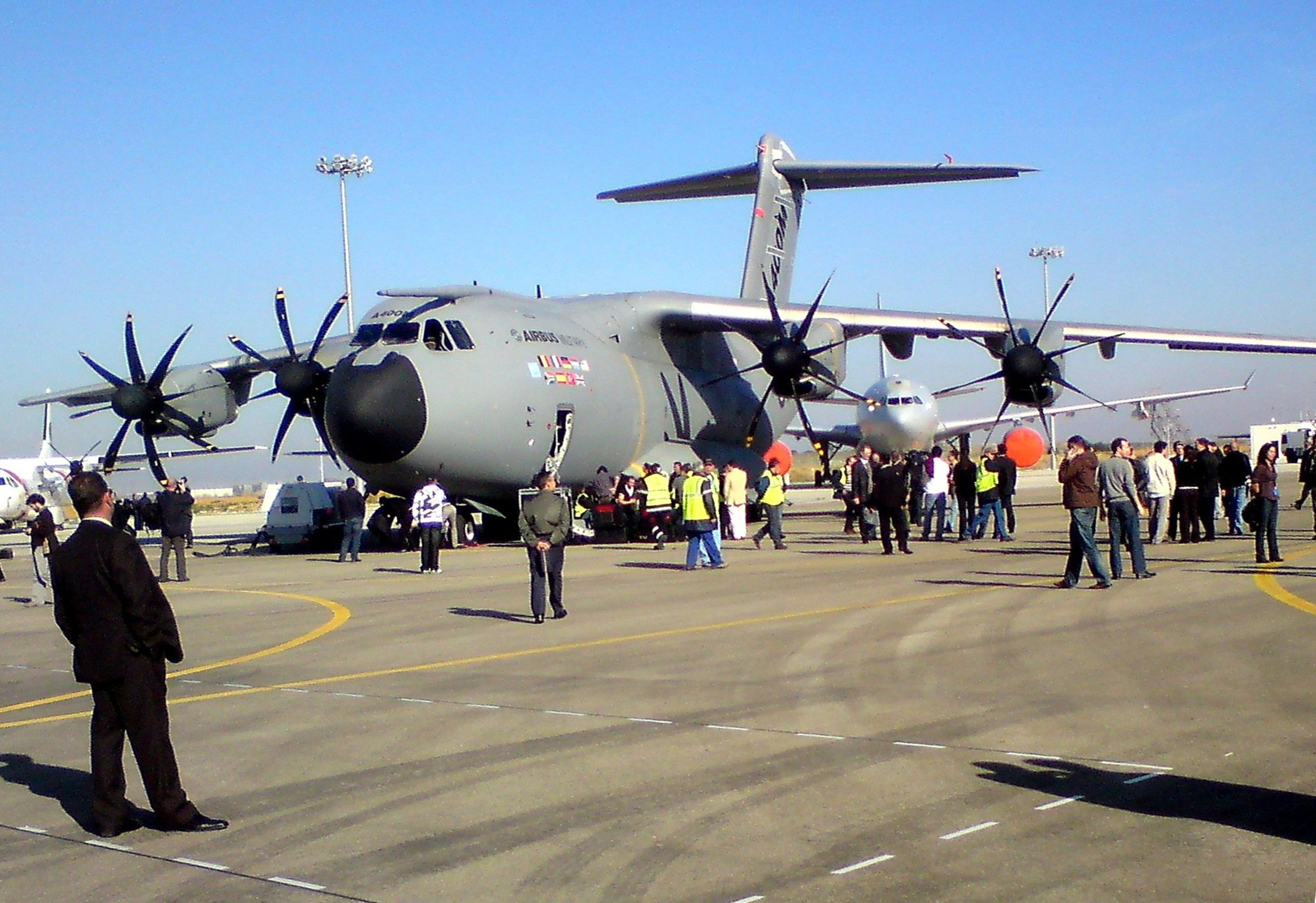
L'A400M nel giorno del suo primo volo, l'11 dicembre 2009 a Siviglia.

## Concetto operativo di impiego
Il velivolo è stato concepito per espletare la gamma completa delle missioni tipiche di un moderno aereo da trasporto, ossia: trasporto aereo passeggeri, trasporto aereo cargo anche outsize (Outsize Cargo Strategic Airlift), rifornimento in volo (Air to Air Refuelling, AAR), evacuazione aeromedica anche strategica di combattenti feriti dall'Area di Operazioni (MEDEVAC/STRATEVAC), aviolancio sia di paracadutisti che di materiali, operazioni speciali, sgancio carichi a bassissima quota. Ciò in un'ottica sia inter theatre, ossia a lungo raggio, partendo direttamente dalla base madre (MOB), che intra theatre, ossia a corto raggio, collegando diversi teatri operativi anche non contigui fra loro.
Fra queste missioni, quella più significativa, che riflette la principale esigenza operativa da soddisfare, è il trasporto strategico di materiali di grandissimo peso e dimensioni unitarie che, in termini dottrinali, si definisce "outsize". Riguardo alle reali capacità di trasporto "outsize" del velivolo, è da notare che il requisito operativo iniziale aveva già determinato caratteristiche di carico tali da non rendere possibile il trasporto dei carri armati da combattimento (come il carro italiano "Ariete", il britannico "Challenger 2", il tedesco "Leopard 2", il francese "Leclerc" e l'americano "M1 Abrams") e del materiale pesante del genio (grandi macchine operatrici, grandi gru, ecc.). Di conseguenza, per questa sua limitazione, e anche per le prestazioni generali, il velivolo, una volta in linea, si è posizionato operativamente un gradino al di sotto rispetto agli attuali Boeing C-17 Globemaster III e all'Ilyushin Il-76.

## Problematiche relative allo sviluppo del velivolo
Il progetto di questo velivolo rappresenta una vera e propria sfida tecnologica per una serie di aspetti. Infatti, in un quadro in cui per la prima volta in Europa Occidentale si è tentata la costruzione ex novo di un velivolo militare da trasporto strategico con capacità maggiori, si è anche deciso di ricorrere a propulsori a turboelica (turboelica) in luogo dei turboventola che equipaggiano altri grandi aerei da trasporto. Un altro aspetto significativo del progetto è la sua caratterizzazione "a fase singola". Tali aspetti rappresentano elementi di criticità per la riuscita del progetto.

### L'apparato propulsivo

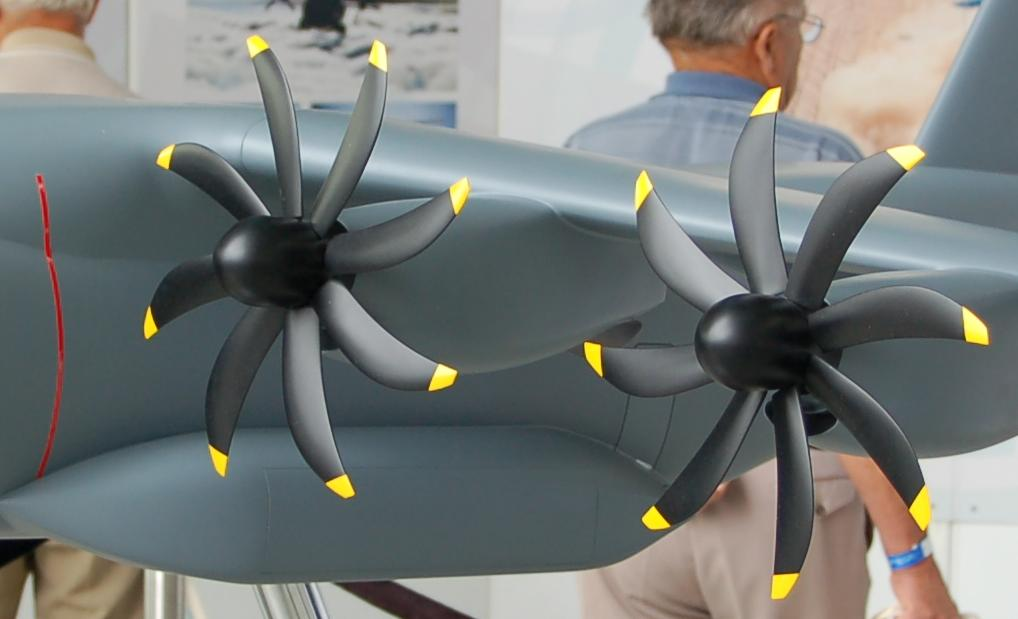
Particolare dei motori turboelica abbinati alle eliche con pale a scimitarra in un modello da esposizione.

La ragione della scelta della tecnologia a turboelica risiede, essenzialmente, nella volontà di ridurre i consumi e il costo di esercizio, che dovrebbe posizionarsi sotto all'An-124 e al C-17.
I quattro motori sono i TP400-D6, a otto pale, sviluppati appositamente, che hanno una potenza unitaria di circa 11.000 shp, quasi un record per motori turboelica, visto che solo il Kuznetsov NK-12 a due eliche controrotanti, che equipaggiava il bombardiere strategico Tupolev Tu-95 negli anni cinquanta, sviluppava una potenza maggiore (15.000 shp). Il concetto dottrinale logistico di riferimento di quest'ultimo propulsore, però, era ben diverso da quello attualmente vigente nel mondo occidentale, visto che, alle politiche di manutenzione programmate, soprattutto quelle più approfondite (3º livello manutentivo, da effettuarsi presso la ditta), venivano preferite quelle che prevedevano la sostituzione integrale del propulsore. Ciò in quanto, essendo la produzione di massa la metodologia principe in Unione Sovietica per l'industria militare, tale intervento aveva costi nettamente inferiori a quelli necessari per assicurare un'adeguata manutenzione. Fra l'altro, sia il livello tecnologico dei materiali impiegati che per l'ingegnerizzazione dei sistemi non orientata alla manutenzione, rendevano improponibili opzioni alternative a quella della sostituzione integrale del propulsore all'apparire dei primi segnali di malfunzionamento o al termine della sua (cortissima) vita operativa.
Attualmente, nel mondo occidentale, nella progettazione e nella realizzazione degli aeromobili (soprattutto militari) è data grandissima importanza agli aspetti di manutenibilità dei componenti e del velivolo nel suo complesso. In tale quadro, l'ingegnerizzazione dei sistemi, le politiche industriali e la ricerca tecnologica si stanno muovendo verso questa direzione e ogni "balzo tecnologico" deve essere confrontato con queste necessità logistiche. Lo sviluppo del potentissimo propulsore TP400-D6, che rappresenta una sfida tecnologica, sta incontrando attualmente notevoli difficoltà a superare i severissimi test per la rispondenza agli standard vigenti di qualità e di manutenibilità. Di conseguenza, il progetto ha subito un brusco rallentamento ed è difficile fare previsioni attendibili sui futuri sviluppi della situazione.

### Il progetto "in fase singola"
Come accennato, la realizzazione del velivolo procede secondo una metodologia cosiddetta a fase singola, un approccio progettuale estremamente aggressivo, con fasi sequenziali, secondo una rigida tempistica. Tale approccio consente un controllo molto accurato sulle fasi progettuali e sulle relative attività, ma soffre terribilmente se inconvenienti e imprevisti affliggono in modo grave una determinata fase. Nel caso dell'A400M, la metodologia a singola fase fu quasi obbligatoria, per fornire al management il massimo controllo possibile su attività che, anche nella fase di sviluppo, per motivi di politica industriale, avvenivano distanti tra loro anche migliaia di chilometri. Le criticità relative allo sviluppo del propulsore stavano rappresentando un vero e proprio freno a tutto il progetto.
Il 26 giugno 2008 il primo velivolo uscì dall'hangar (operazione cosiddetta di roll-out) dello stabilimento di assemblaggio di Siviglia. Alla fine di novembre 2009 fu invece effettuato con successo il primo avviamento simultaneo dei quattro motori.
Il primo volo avvenne l'11 dicembre 2009.

## Descrizione tecnica

### L'avionica
L'avionica integra molte componenti e sistemi utilizzati dagli Airbus civili. In aggiunta, troviamo radar Terrain Following per il volo a bassa quota assistito da calcolatore.

### Il carrello

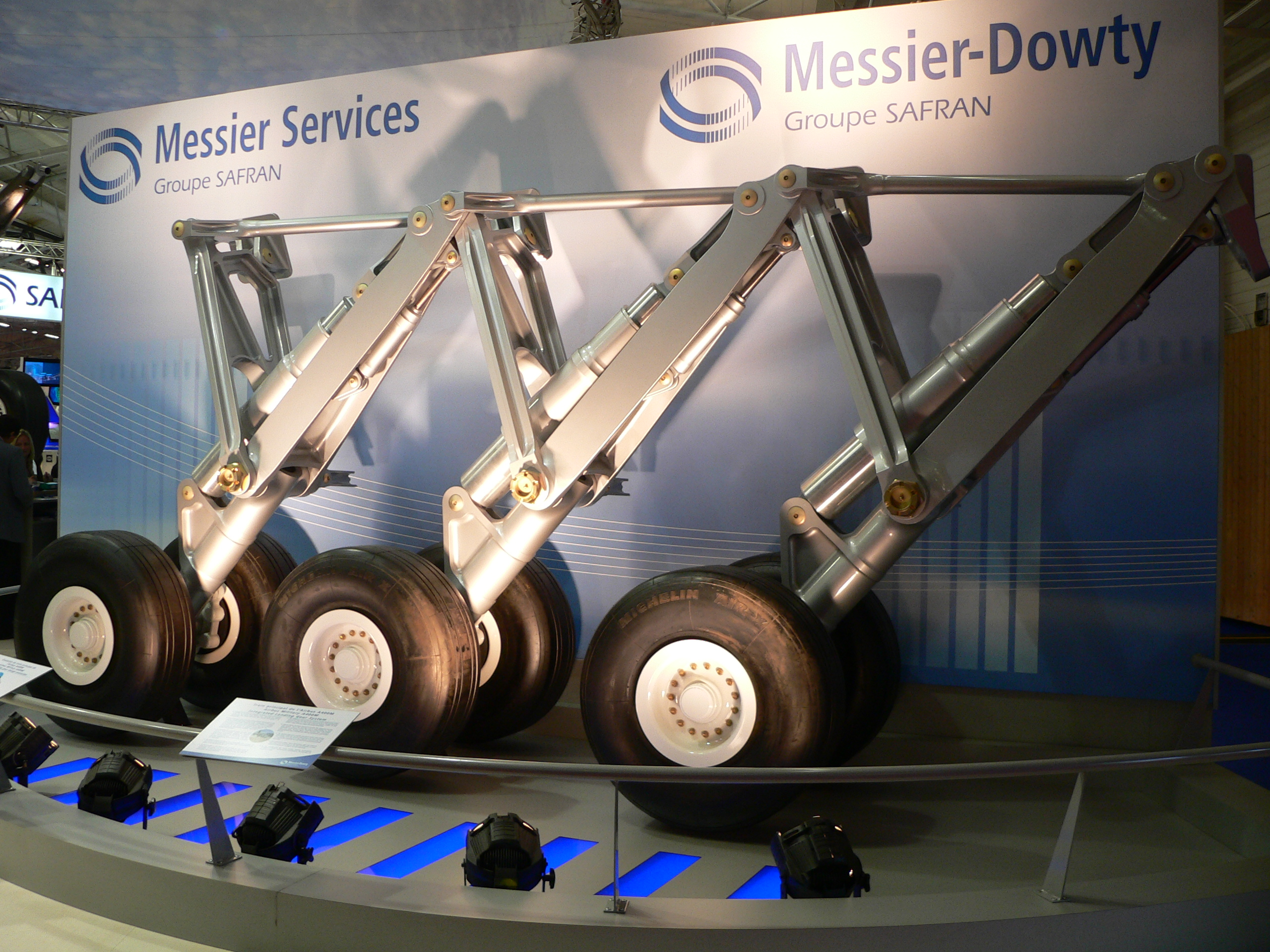
Particolare del carrello di atterraggio.

I carrelli dell'aereo sono stati sviluppati dalla Messier-Dowty. Il carrello posteriore è a 6 ruote accoppiate per ogni lato, mentre l'anteriore è a due ruote sterzanti e ha altezza variabile per consentire un più facile imbarco di mezzi dal portellone posteriore. L'aereo può operare da piste semi preparate. Le ruote e i freni sono stati sviluppati dalla Messier-Bugatti e servono le 12 ruote frenate del velivolo.

### Sistemi di autoprotezione
Alla stregua dei moderni velivoli occidentali da trasporto (C-130J, C-17, C-27J) anche l'Airbus A400M sarà dotato delle più avanzate apparecchiature di protezione contro la minaccia dei missili antiaereo, con particolare riferimento a quelli portatili (manpad). In tal senso, saranno installate sul velivolo apparecchiature a tecnologia all'infrarosso e laser, per la rilevazione di missili diretti contro il velivolo e il lancio automatico delle contromisure.

## Aspetti di ordine commerciale e industriale
In uso
     Esemplari ordinati

Utilizzatori del velivolo.
In uso
Esemplari ordinati

Come già accennato in precedenza, all'iniziativa Airbus A400M partecipavano inizialmente 7 Nazioni. L'Italia uscì dal progetto nel 2003 per motivi di politica industriale (mancato accordo sulle quote di partecipazione delle industrie nazionali alla produzione delle varie parti del velivolo), ma non solo. La tempistica di progetto (che allora prevedeva il primo volo all'inizio del 2007) non era, infatti, compatibile con le esigenze operative nazionali, che già allora dovevano fare i conti con l'alimentazione logistica del contingente schierato in Iraq, per l'Operazione Antica Babilonia, e che furono risolte con l'acquisizione di un certo numero di nuovissimi C-130J Super Hercules in luogo degli ormai obsoleti C-130H Hercules. Con l'uscita dell'Italia e l'interesse manifestato da Malaysia e Sudafrica, allo stato in vigore, parteciparono (a diverso titolo) all'iniziativa 8 Nazioni di 3 continenti diversi.
Nel dicembre 2004, il Sudafrica annunciò l'acquisto di 8 velivoli per un totale stimato di 800 milioni di euro. Le consegne erano previste tra il 2010 e il 2012. Successivamente il 3 aprile 2009 la South African Air Force annunciò che avrebbe iniziato a prendere in considerazione alternative al A400M a causa dei ritardi nel programma e al sostanziale aumento di costo. Il 5 novembre 2009 il Governo sudafricano annunciò la cancellazione dell'ordine adducendo la decisione all'incremento di costo e al ritardo nelle consegne. Un portavoce del Governo indicò che il costo del programma sarebbe passato da circa 2 miliardi di dollari a oltre 5 miliardi di dollari.
Il 18 luglio 2005 la Fuerza Aérea de Chile firmò un memorandum d'intesa per l'acquisto di tre aerei da consegnarsi tra il 2018 e il 2022. L'ordine fu cancellato dopo le ultime elezioni nel Paese.
L'8 dicembre 2005, la Tentera Udara Diraja Malaysia ordinò 4 A400M.
Nel 2006 Airbus Military partecipò anche a una gara per la fornitura di 17 A400M per il Canada, in sostituzione dei suoi vecchi C-130E. Il Canada decise finalmente per l'acquisto di 4 C-17 Globemaster III e di 17 C-130J Super Hercules.
Per quanto riguarda gli ordinativi, a novembre 2009, come si evince dalla tabella sotto riportata, furono raccolti ordini per 184 velivoli. Al riguardo, è da riferire anche la nascita dell'iniziativa denominata European Air Transport Fleet (EATF), gestita direttamente dall'Agenzia europea per la difesa (EDA, organizzazione facente parte dell'Unione europea), tendente alla realizzazione di una capacità di trasporto strategico europea basata su effettivi A400M, da mettere alle dipendenze del Comando Europeo del Trasporto Aereo (EATC, European Air Transport Command, attualmente in avanzata fase di realizzazione).
Il 1º dicembre 2009 il Consorzio Europeo EADS smentì voci diffuse dalla rivista tedesca Focus online circa l'intenzione di abbandonare il programma dell'A400M ancor prima di effettuare il primo volo, come conseguenza dell'incremento del costo del programma. Secondo le fonti della rivista tedesca, un audit dello studio PricewaterhouseCoopers avrebbe quantificato un incremento di costo di sviluppo dell'A400M di 5.300 milioni di euro.
EADS si limitò a commentare che le negoziazioni con i Paesi acquirenti erano ancora in corso e che qualsiasi altra notizia fosse pura speculazione.
Le date indicate sono da ritenersi puramente indicative, viste le locali criticità che caratterizzano lo sviluppo dell'aeromobile.
Il 24 maggio 2021, Airbus ha comunicato di aver consegnato il centesimo velivolo da trasporto A400M, l'MSN111, ovvero il decimo esemplare destinato all’Ejercito del Aire spagnolo.
Contemporaneamente, alla consegna, il costruttore europeo ha comunicato che la flotta mondiale di A400M aveva raggiunto il traguardo delle 100.000 ore di volo effettuate.

## Utilizzatori
| Data ordine      | Nazione     | Forza aerea                                           | consegna primo esemplare | ordini                                         | consegne | operativi |
| ---------------- | ----------- | ----------------------------------------------------- | ------------------------ | ---------------------------------------------- | -------- | --------- |
| 27 maggio 2003   | Germania    | Luftwaffe                                             | 2015                     | 53                                             | 45       | 45        |
| 27 maggio 2003   | Francia     | Armée de l'air                                        | 2013                     | 50                                             | 23       | 23        |
| 27 maggio 2003   | Spagna      | Ejército del Aire                                     | 2016                     | 27                                             | 14       | 14        |
| 27 maggio 2003   | Regno Unito | Royal Air Force                                       | 2014                     | 22                                             | 22       | 22        |
| 27 maggio 2003   | Turchia     | Türk Hava Kuvvetleri                                  | 2014                     | 10                                             | 10       | 10        |
| 27 maggio 2003   | Belgio      | Composante Air de l'armée belge                       | 2018                     | 7                                              | 7        | 7         |
| 27 maggio 2003   | Lussemburgo | Lëtzebuerger Arméi                                    | 2019                     | 1 L'aereo è stato consegnato l'8 ottobre 2020. | 1        | 1         |
| 8 dicembre 2005  | Malaysia    | Tentera Udara Diraja Malaysia                         | 2015                     | 4                                              | 4        | 4         |
| 1 settembre 2021 | Kazakistan  | Forza di difesa aerea della Repubblica del Kazakistan | 2024                     | 2                                              | 1        | 1         |
| 18 novembre 2021 | Indonesia   | Tentara Nasional Indonesia Angkatan Udara             |                          | 2                                              | 0        | 0         |
| Totale:          |             |                                                       |                          | 178                                            | 129      | 129       |

1. ↑  in principio erano 60, successivamente ridotti a 53
2. ↑  in principio erano 25, successivamente ridotti a 22

Un esemplare del velivolo effettuò con successo il suo primo volo di prova l'11 dicembre 2009. Il volo fu il primo di una serie di test che continuarono per almeno un anno. Secondo le dichiarazioni di Louis Gallois, a capo della EADS, un secondo velivolo avrebbe volato entro la fine di marzo 2010 e un terzo prima dell'Estate 2010.

## Incidenti
Il 9 maggio 2015 un Airbus A400M precipitò presso l'aeroporto di Siviglia (Spagna) nelle fasi successive al decollo, durante un test di volo per la perdita di spinta contemporaneamente in 3 di 4 turboeliche Europrop TP400-D6 con cui è equipaggiato l'aereo per i problemi collegati con il software per il FADEC (in inglese: Full Authority Digital Engine Control) sviluppato dalla tedesca MTU Aero Engines Holding AG. Nello schianto persero la vita 4 delle 6 persone a bordo, mentre gli altri 2 risultarono gravemente feriti, tutti dipendenti di Airbus. Il velivolo era registrato con il numero seriale MSN023 e avrebbe dovuto essere consegnato all'Aeronautica Militare della Turchia a giugno 2015.
In seguito all'incidente, Regno Unito, Germania, Turchia e Malaysia fermarono i voli dei loro esemplari.
Nell'aprile 2016 sono stati resi noti i problemi connessi all'eccessiva usura col surriscaldamento di alcune parti meccaniche delle turboeliche Europrop TP400-D6 prodotte dalla italiana Avio Aero (sussidiaria della statunitense GE Aviation).Il 5 aprile 2016, in un'intervista all'agenzia di stampa Reuters, il CEO della francese Safran Philippe Petitcolin ha dichiarato che i problemi di eccessiva usura e di surriscaldamento potranno essere risolti tra alcune settimane come tra alcuni mesi e senz'altro questi problemi dell'aereo sono a lungo termine.

## Galleria d'immagini

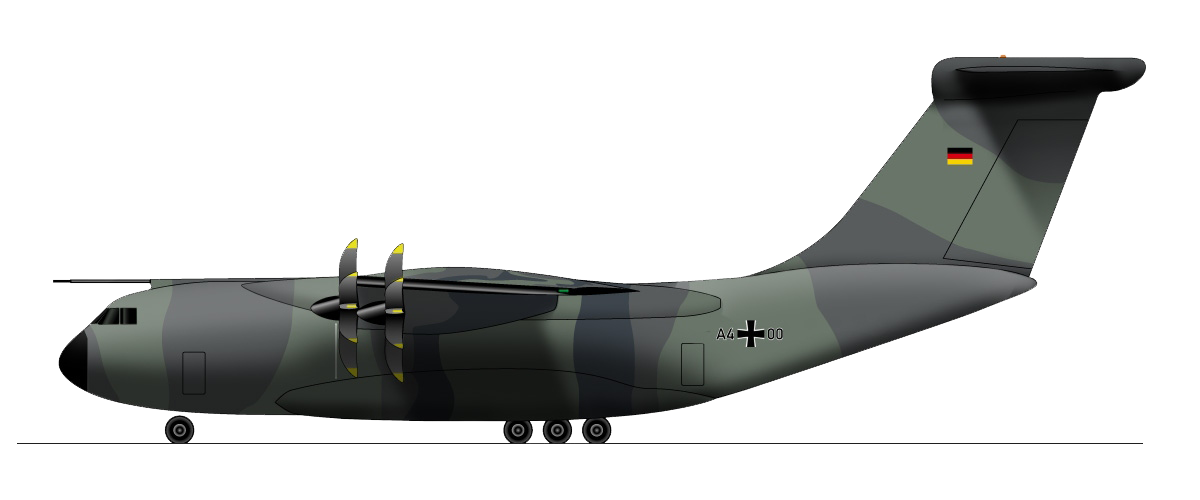
Un'immagine dell'A400 con i contrassegni della Luftwaffe.
Mappa del raggio d'azione dell'aereo partendo da Parigi.
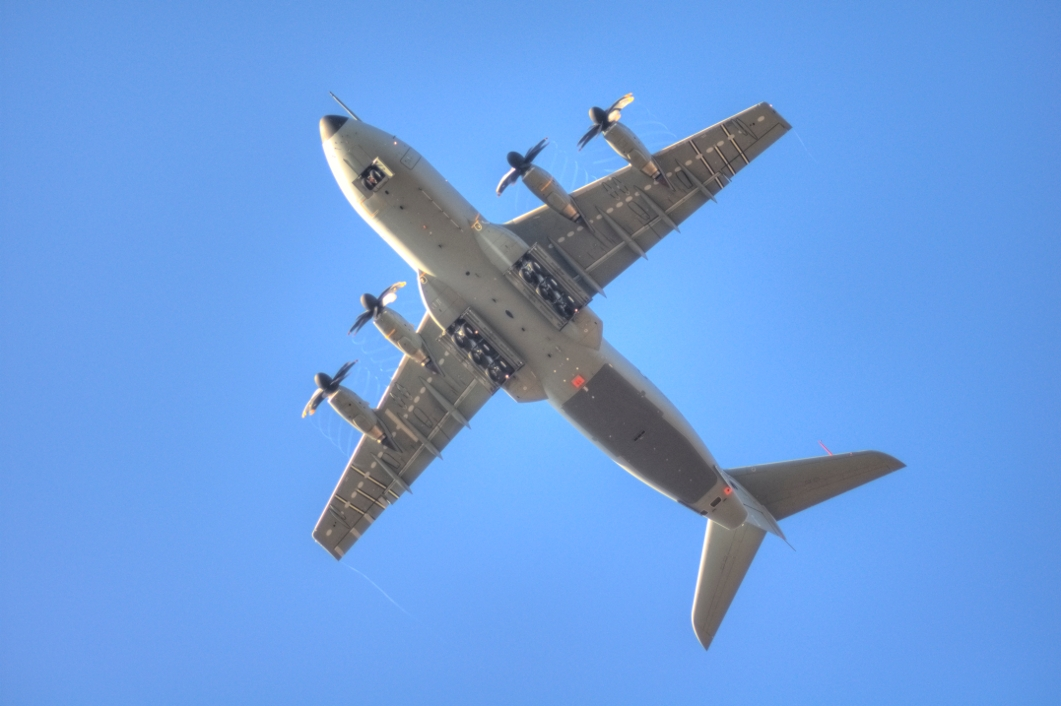
L'A400M in volo l'11 dicembre 2009.
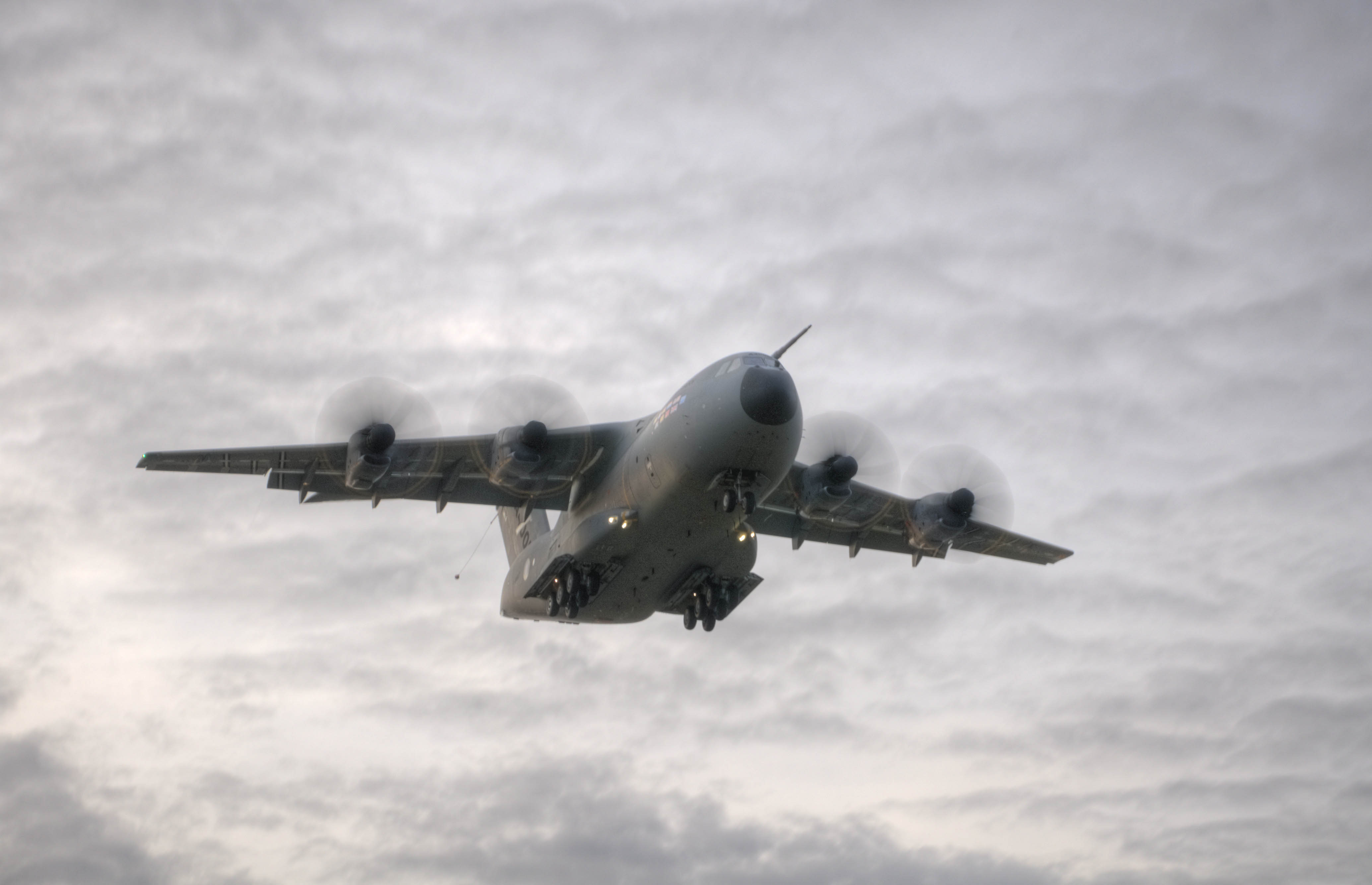
L'A400M in atterraggio il 15 gennaio 2010.
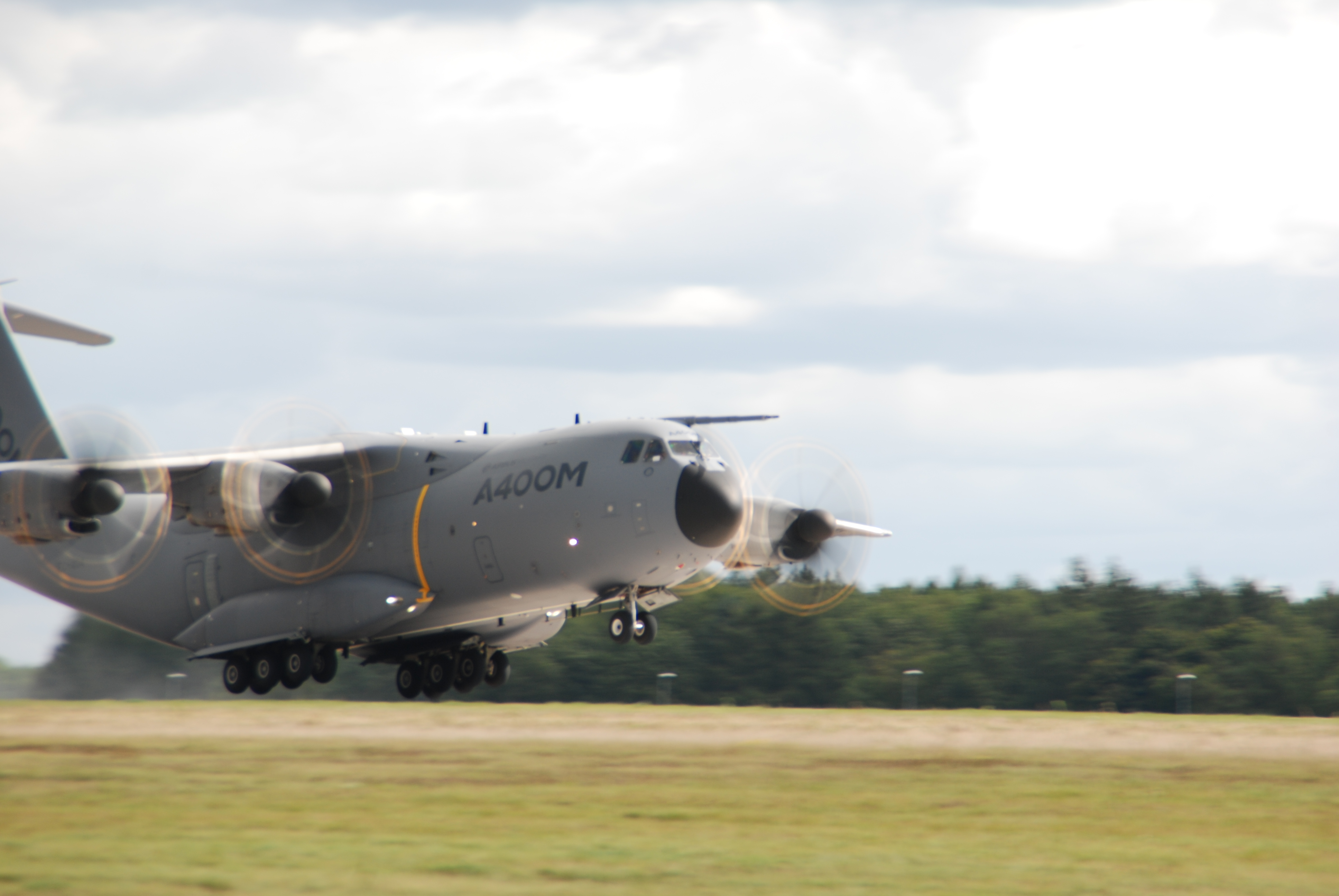
Airbus A400M alla ILA nel 2012.

## Velivoli comparabili
- Transall C-160 (16 t di carico utile, turboelica)
- Embraer KC-390 (19 t di carico utile, turboventola)
- Antonov An-12 (20 t di carico utile, turboelica)
- Lockheed C-130 Hercules (20 t di carico utile, turboelica)
- Kawasaki C-2 (36 t di carico utile, turboventola)
- Airbus A400M (37 t di carico utile, turboelica)
- Lockheed C-141 Starlifter (40 t di carico utile, turboventola)
- Antonov An-70 (47 t di carico utile, motore propfan)
- Ilyushin Il-76 (47 t carico utile, turboventola)
- Boeing C-17 Globemaster III (77,5 t di carico utile, turboventola)
- Antonov An-22 (80 t di carico utile, turboelica)